# Església de Ienashi del profeta Jonàs
L'església de Ienashi del Profeta Jonàs (en georgià: იენაშის იონა წინასწარმეტყველის ეკლესია), també coneguda com a església de Ian (en svanetià: ჲან), és un edifici medieval de l'Església ortodoxa georgiana a la província d'Upper Svaneti, al nord-oest de Geòrgia, que ara forma part del municipi de Mestia, a la regió de Samegrelo-Zemo Svanètia. L'església es va construir en algun moment entre els segles XII i XIV, però reflecteix una pràctica georgiana anterior en tenir un passadís semiobert -un deambulatori- que acaba en un absis a l'est de la nau principal de l'edifici. L'església està inscrita en la llista dels Monuments Culturals destacats de Geòrgia.

## Situació
L'església del Profeta Jonàs està situada al poble de Ienashi, a 1.360 m sobre el nivell de la mar, en la unitat territorial llatina del municipi de Mestia, als estreps del Gran Caucas. Aquesta part de Svanètia va ser coneguda com a «Svaneti Lliure» al segle xix. No hi ha fonts literàries contemporànies sobre la construcció i la història de Ienashi. L'església i els objectes que s'hi conserven van ser descrits per primera vegada, amb gran detall, per l'erudit Ekvtime Taqaishvili durant la seva expedició a Svanètia l'any 1910.

## Descripció

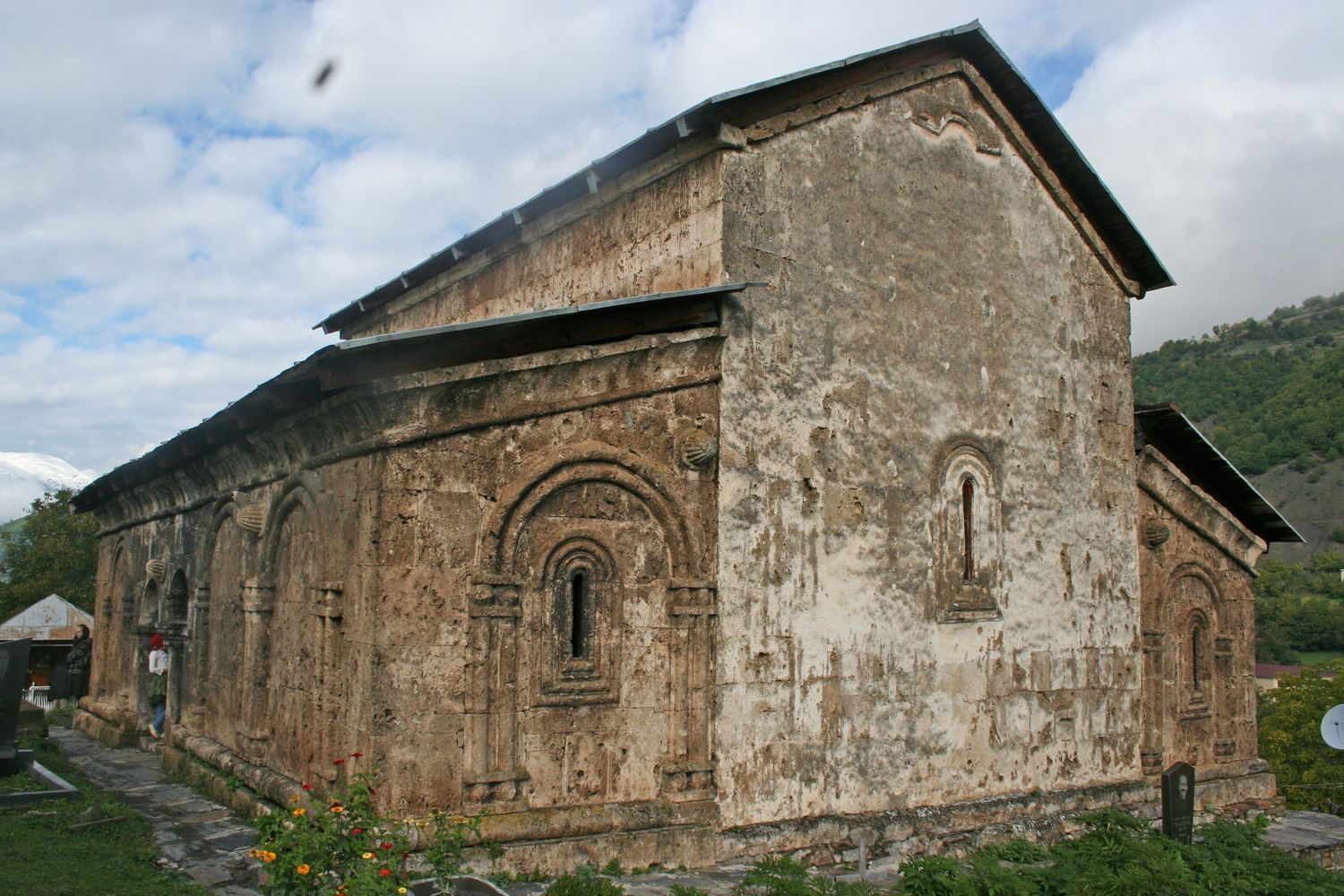
Façana oriental

L'església de Ienashi està construïda amb blocs de marès tallats uniformement. Es tracta d'una església de planta de saló, amb un deambulatori per tres costats, i que acaba en un absis a l'est. L'interior està dividit en trams per un parell de columnes que sostenen un arc voltat. L'església està il·luminada per finestres realitzades a l'absis de l'altar i al mur central oest. Hi ha dues portes, una al sud i una altra a l'oest. L'església té dos annexos, tots dos arcats a l'interior i coberts d'arquitraus a l'exterior. Les façanes a penes estan decorades. L'edifici es fonamenta en un sòcol de dos graons i està coronat per una cornisa pronunciada.
L'interior està decorat amb una sèrie de pintures al fresc, però que estan molt danyades. L'estil de les pintures és una visió local de l'art del període Paleòleg. Representen el Salvador, la creu del Gòlgota, David, Salomó, Jonàs i la balena, els sants Pere i Pau, els Pares de l'Església, i una persona reial no identificada, probablement Constantí I d'Imerècia (r. 1293-1327).
En el passat, l'església allotjava molts objectes únics; alguns d'ells es van perdre en una sèrie de robatoris, d'altres van ser recuperats i traslladats al Museu Svanètia d'Història i Etnografia de Mestia per a la seva custòdia. Entre aquests articles es trobava el llibre dels Evangelis de Ienashi, un manuscrit georgià il·luminat del segle xiii, així com icones amb elements daurats i platejats, com les del Salvador i dels sants Jordi i Teodor, i les creus de metalls preciosos, una de les quals era d'importació italiana dels segles XIII al XIV.

### Decoracions exteriors

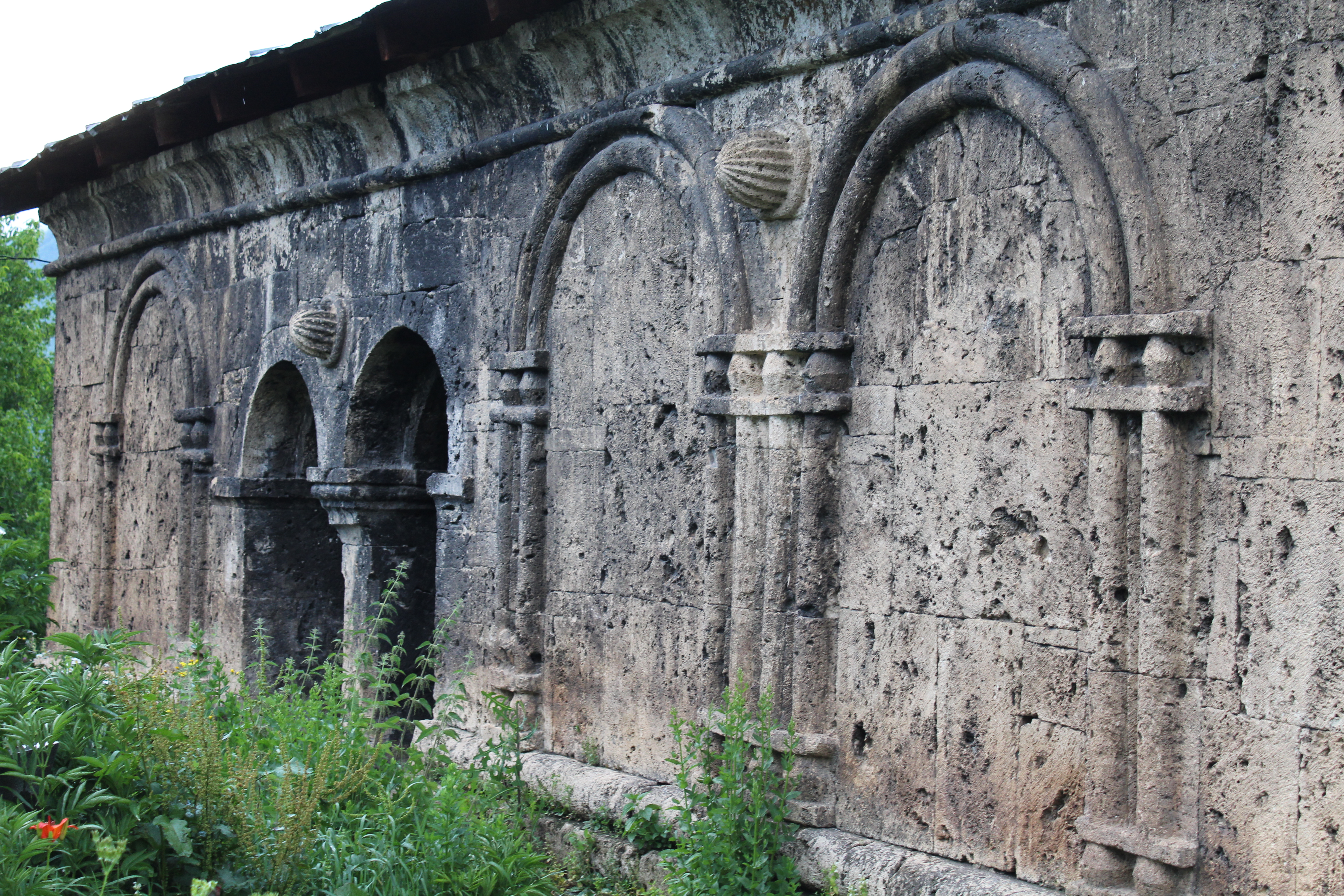
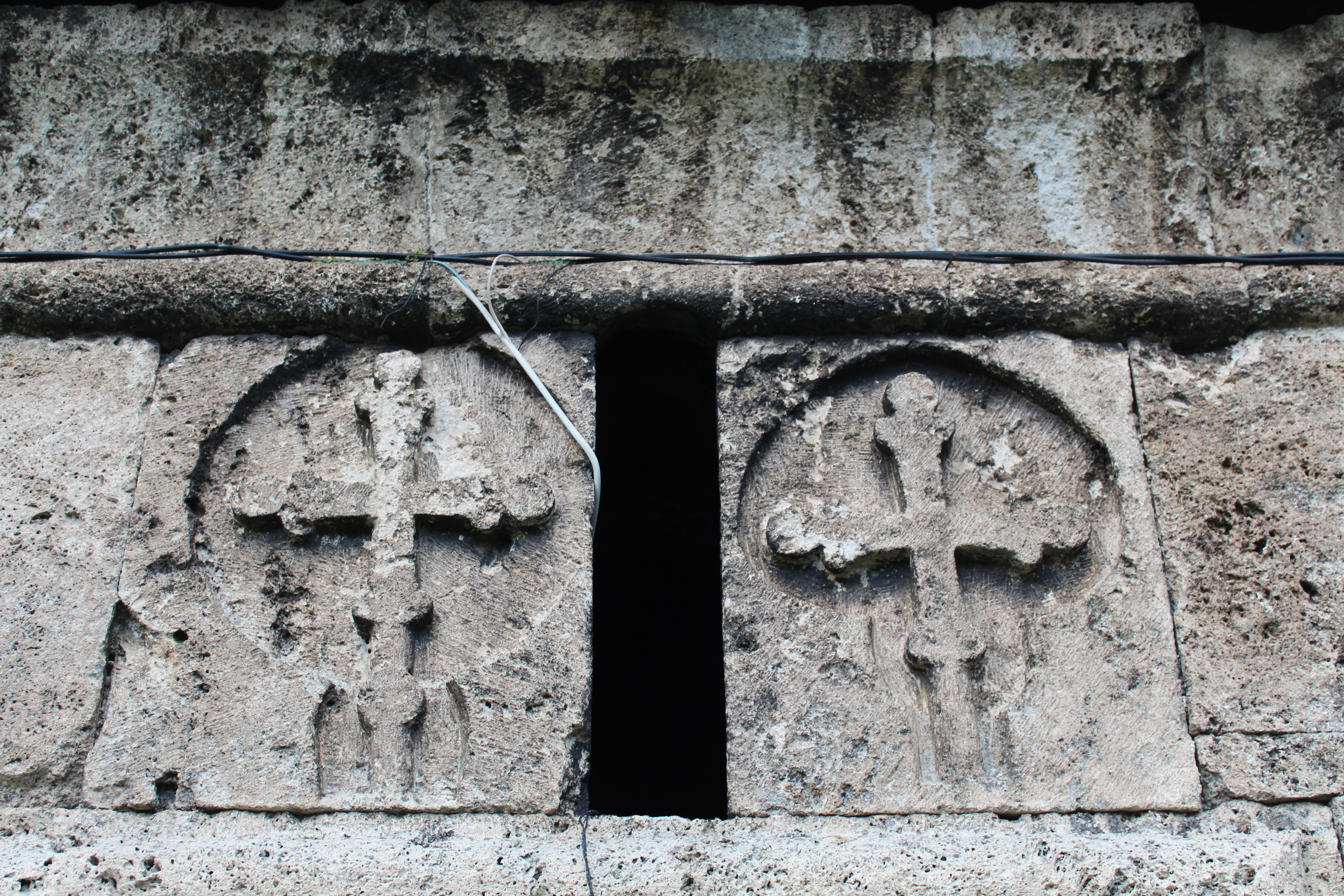
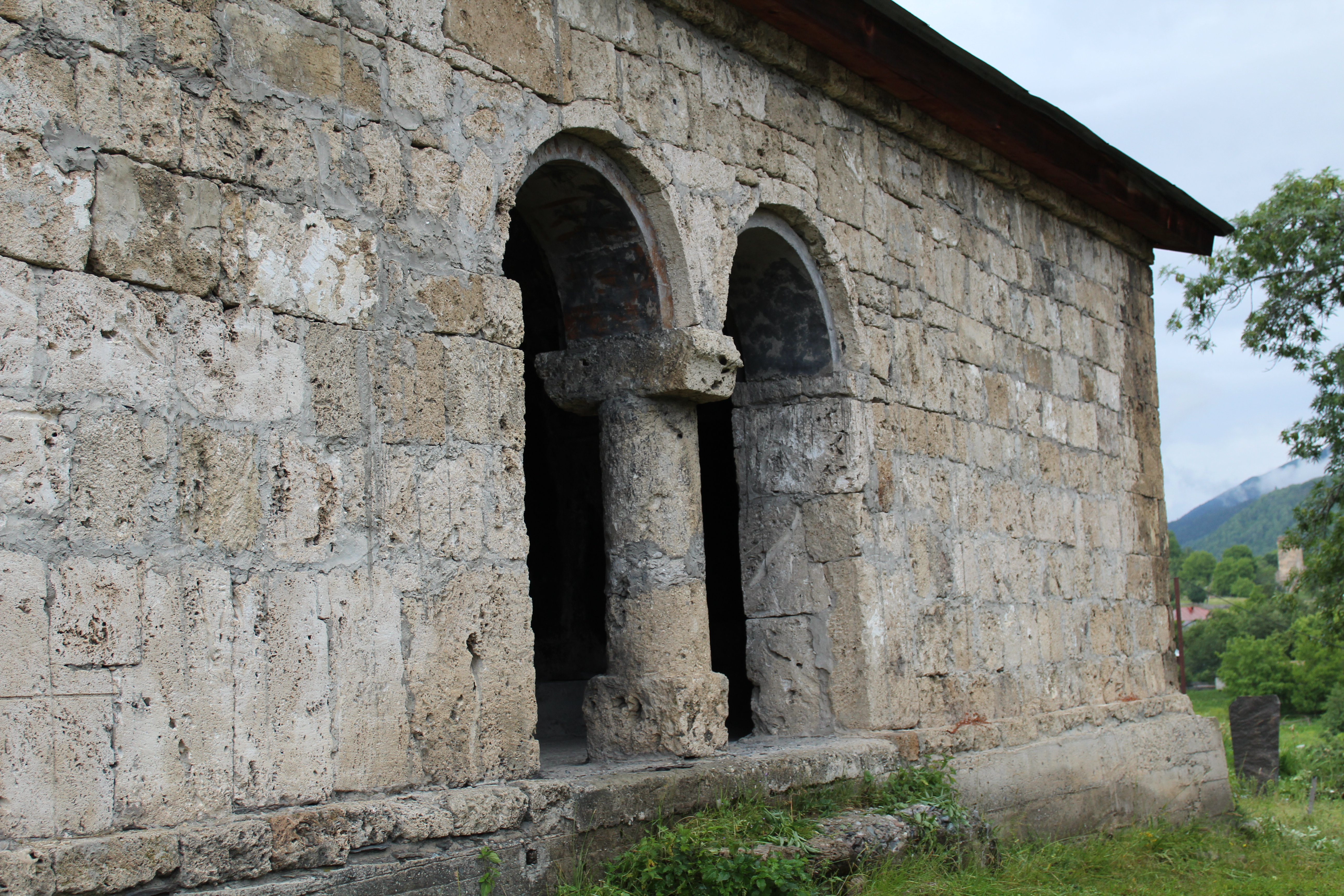